# Anaxiphomorpha
Anaxiphomorpha is een geslacht van rechtvleugeligen uit de familie krekels (Gryllidae). De wetenschappelijke naam van dit geslacht is voor het eerst geldig gepubliceerd in 1987 door Gorochov.

## Soorten
Het geslacht Anaxiphomorpha omvat de volgende soorten:
- Anaxiphomorpha biserratus Liu & Shi, 2015
- Anaxiphomorpha brachyapodemalis Gorochov, 1987 - type sp.
- Anaxiphomorpha brevisparamerus Liu & Shi, 2015
- Anaxiphomorpha hexagona Ma, 2018
- Anaxiphomorpha longiapodemalis Gorochov, 1987
- Anaxiphomorpha longiserratus Liu & Shi, 2015
- Anaxiphomorpha serratiprotuberus Liu & Shi, 2015